# Dick Cavett meets ABBA
Dick Cavett meets ABBA (Dick Cavett incontra gli ABBA) è uno speciale televisivo condotto dal presentatore statunitense Dick Cavett con ospiti gli ABBA, registrato nel 1981, ed è una produzione fatto dalla Polar Music (la casa discografica degli ABBA) in collaborazione con la SVT e la ZDF (Seconda televisione tedesca). Lo show consiste in un'intervista ed in un mini-concerto live in cui il gruppo ha cantato 9 canzoni, 5 delle quali per la prima ed unica volta, questo infatti è l'ultimo concerto degli ABBA.
Lo show si tenne a fine aprile: l'intervista fu registrata il 27 aprile, mentre il concerto tra il 28 ed il 29 aprile.
Cinque canzoni estratte da questo concerto sono contenute nell'album The Complete Studio Recordings.

## Scaletta
- Gimme! Gimme! Gimme! (A Man After Midnight)
- Super Trouper ^
- Two for the Price of One ^^
- Slipping Through My Fingers ^^
- Me and I ^^
- On and On and On ^
- Knowing Me, Knowing You
- Summer Night City
- Thank You for the Music

^ - Prima performance live
^^ - Prima performance in TV